# Provincia de Alta Silesia
La Provincia de Alta Silesia (en alemán: Provinz Oberschlesien; en alemán silesio: Provinz Oberschläsing; en polaco: Górny Śląsk; en silesiano: Gůrny Ślůnsk) fue una provincia del Estado Libre de Prusia creada como resultado de la Primera Guerra Mundial. Estaba compuesta principalmente por la región de la Alta Silesia y fue finalmente dividida en dos regiones administrativas (Regierungsbezirke), Kattowitz y Oppeln. La capital provincial era Oppeln (1919-1938) y Kattowitz (desde 1941), mientras otras grandes poblaciones incluían Beuthen, Gleiwitz, Hindenburg O.S., Neiße y Ratibor.

## Historia

### República de Weimar

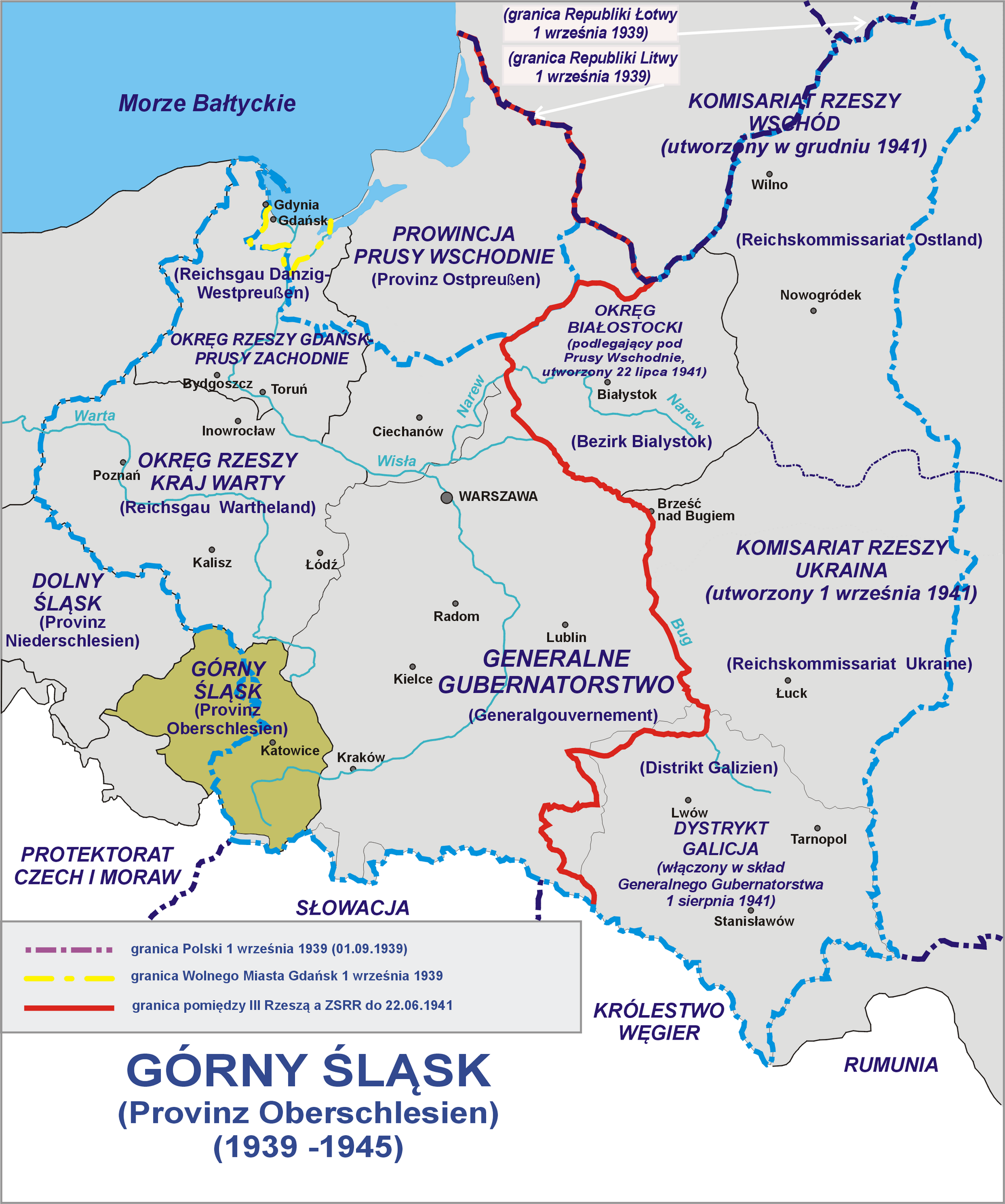
Provincia de Alta Silesia durante la II Guerra Mundial, compuesta por territorios unidos de Alemania y Polonia.

Dentro de la Alemania de Weimar, la provincia prusiana de Silesia fue dividida en las provincias de Alta Silesia y Baja Silesia en 1919 como resultado de la I Guerra Mundial. Las revueltas de Silesia de Polacos contra los alemanes se produjeron en Alta Silesia de 1919 a 1920. Alborotos sobre el plebiscito de la Alta Silesia de 1921 condujeron a una tercera revuelta, que culminó en la batalla de Annaberg. De acuerdo con el Tratado germano-polaco sobre Silesia Oriental, firmado en Ginebra el 15 de mayo de 1922 los territorios más orientales de la Alta Silesia fueron transferidos de Alemania a la Segunda República Polaca el 20 de junio y se convirtieron en parte del Voivodato Autónomo de Silesia. El territorio que permaneció en la Alta Silesia prusiana fue administrado dentro del Regierungsbezirk Oppeln y —de acuerdo con fuentes polacas— tenía 530.000 polacos en sus fronteras.

### Alemania nazi
Después de la toma del poder por los nazis en Alemania, se firmó el Acuerdo germano-polaco sobre Silesia Oriental. Entre otras estipulaciones, de acuerdo con el tratado, cada parte contractual garantizaba en su respectiva área de la Alta Silesia iguales derechos para todos sus habitantes. El alemán de la Alta Silesia Franz Bernheim logró convencer a la Sociedad de las Naciones para forzar a la Alemania Nazi a cumplir el acuerdo. En consecuencia, en septiembre de 1933 el gobierno del Reich Nazi suspendió en Alta Silesia todas las leyes de discriminación antisemitas ya impuestas, y exceptuó la provincia de todos los futuros decretos, hasta que expiró el acuerdo en mayor de 1937.
Las provincias de Alta Silesia y Baja Silesia fueron unidas en 1938 para formar la provincia de Silesia.

#### II Guerra Mundial
Después de la invasión de Polonia en 1939, la Alta Silesia polaca, incluyendo la ciudad industrial polaca de Kattowitz, fue directamente anexada a la Provincia de Silesia. Este territorio anexado, también conocido como Alta Silesia Oriental (Ostoberschlesien), se convirtió en parte del nuevo Regierungsbezirk Kattowitz.
Las fuerzas de ocupación alemana empezaron una política de represión contra la población polaca de la Alta Silesia Oriental, que se inició ya en septiembre de 1939 basada en listas realizadas con anterioridad a la guerra que señalaban a polacos con actividad social o política. Una segunda ola de arrestos sucedió entre octubre y noviembre en la Intelligenzaktion Schlesien, dirigida contra intelectuales polacos, muchos de los cuales perecieron en campos de concentración campos de prisioneros. Una tercera oleada de arrestos se produjo entre abril y mayo de 1940 durante la AB Aktion.
En Katowice, de acuerdo con el historiador Czesław Madajczyk, uno de los centros más duros de represión era la prisión de la calle Mikołowska donde se ha reportado que los detenidos eran asesinados por los alemanes mediante el uso de la guillotina. Se estableció una prisión y un campo penal en la región en donde se desarrollaban actividades de polacos de la Alta Silesia.
Al mismo tiempo, se produjo la expulsión de población polaca del área oriental de la Alta Silesia; desde 1939 hasta 1942 40.000 polacos fueron expulsados. En su lugar fueron asentados alemanes étnicos de Volinia y los países Bálticos en los territorios polacos de la Alta Silesia oriental y del Wartheland. El número de muertos entre la población polaca de la Alta Silesia en manos de los alemanes está en torno a las 25.000 víctimas, de las cuales 20.000 eran de población urbana.
En 1941, la provincia de Silesia fue nuevamente dividida entre las provincias de Alta y Baja Silesia; Kattowitz (Katowice, en el anterior Voivodato Autónomo de Silesia de la Polonia de pre-guerra) fue convertida en la capital de Alta Silesia en lugar de la población de Opplen, más pequeña.
La provincia alemana de Alta Silesia fue conquistada por la Ejército Rojo soviético desde febrero hasta el final de marzo de 1945 durante la II Guerra Mundial durante las ofensivas de la Alta y Baja Silesia. El Acuerdo de Potsdam de postguerra concedió enteramente este territorio a la República Popular de Polonia; el territorio ahora se reparte entre los voivodatos de Opole y Silesia. La mayoría de alemanes que permanecieron en el territorio fueron expulsados hacia el oeste. El Landsmannschaft Schlesien representa a los alemanes de la Alta y Baja Silesia. En las cercanías de Opole, permanece una minoría alemana.

## Regiones administrativas
A 1 de enero de 1945

### Regierungsbezirk Kattowitz

#### Distritos urbanos /Stadtkreise
1. Ciudad de Beuthen
2. Ciudad de Gleiwitz
3. Ciudad de Hindenburg in Oberschlesien
4. Ciudad de Kattowitz
5. Ciudad de Königshütte

#### Distritos rurales /Landkreise
1. Landkreis Bendsburg
2. Landkreis Beuthen-Tarnowitz
3. Landkreis Bielitz
4. Landkreis Kattowitz
5. Landkreis Krenau
6. Landkreis Ilkenau
7. Landkreis Pless
8. Landkreis Rybnik
9. Landkreis Saybusch
10. Landkreis Teschen
11. Landkreis Tost-Gleiwitz

### Regierungsbezirk Oppeln

#### Distritos urbanos /Stadtkreise
1. Ciudad de Nysa/Neisse
2. Ciudad de Opole/Oppeln
3. Ciudad de Racibórz/Ratibor

#### Distritos rurales /Landkreise
1. Landkreis Blachstädt
2. Landkreis Cosel
3. Landkreis Falkenberg in Oberschleisen
4. Landkreis Gross Strehlitz
5. Landkreis Grottkau
6. Landkreis Guttentag
7. Landkreis Kreuzburg in Oberschlesien
8. Landkreis Leobschütz
9. Landkreis Lublinitz
10. Landkreis Neisse
11. Landkreis Neustadt in Oberschlesien
12. Landkreis Oppeln
13. Landkreis Ratibor
14. Landkreis Rosenberg
15. Landkreis Warthenau